# Chiesa di San Giorgio alla Costa

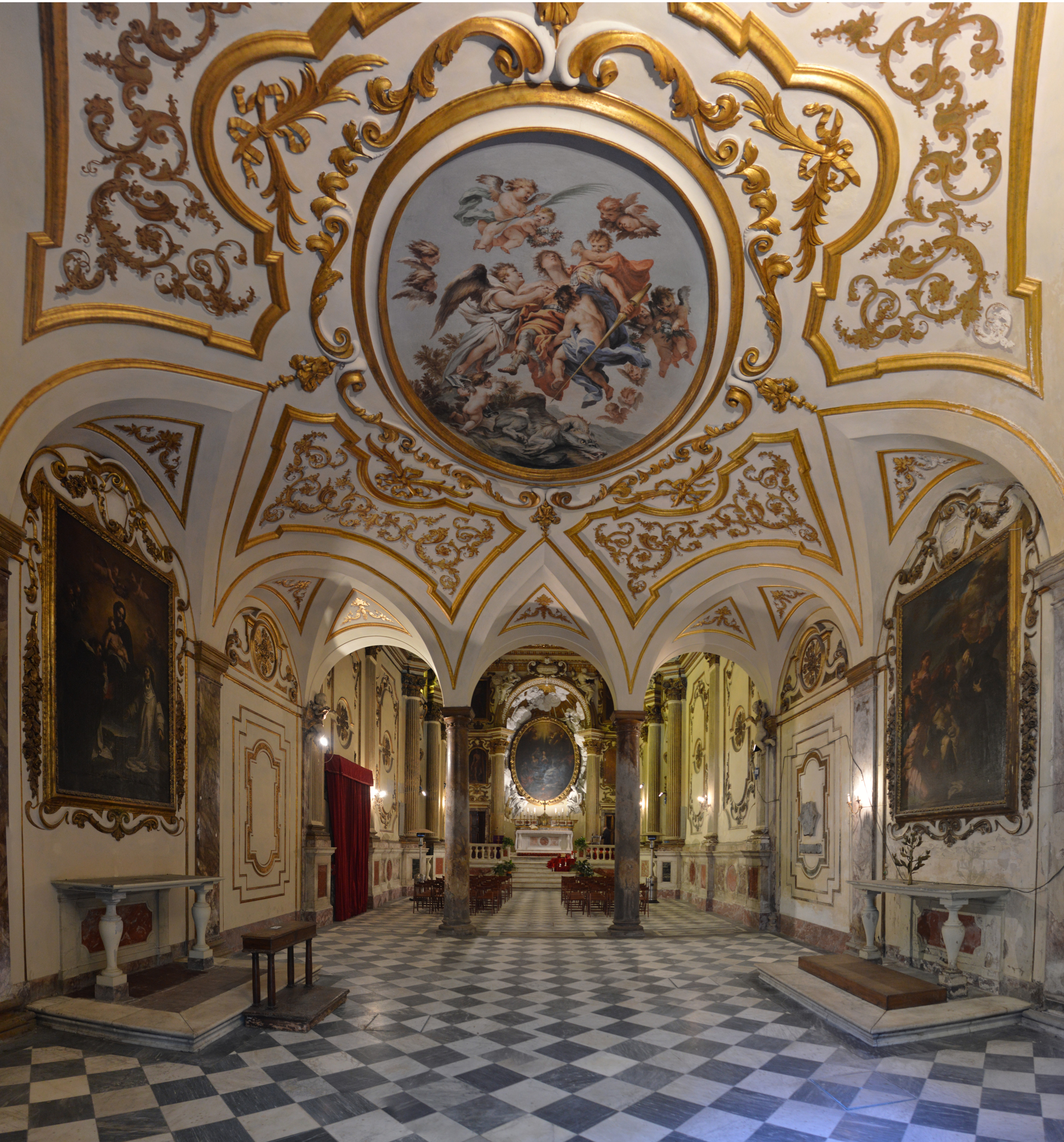
Interno

La chiesa di San Giorgio alla Costa, o anche detta anticamente dei Santi Giorgio e Massimiliano e dello Spirito Santo, è un luogo di culto cattolico del centro storico di Firenze, situato nel quartiere Oltrarno lungo la ripida costa San Giorgio, che dal Ponte Vecchio porta al Forte di Belvedere; è sede di parrocchia affidata al clero dell'arcidiocesi di Firenze.

## Storia e descrizione

### Origini
Anticamente esistevano in questo luogo tre piccole chiese di cui una intitolata san Giorgio martire, una a san Sigismondo e una terza a san Mamiliano. La chiesa di San Giorgio era anteriore all'anno mille ed era una delle principali priorie della Firenze medievale, e qui il giovane Giotto eseguì la tavola d'altare con la Madonna col Bambino in trono e due Angeli, oggi al Museo diocesano di Santo Stefano al Ponte. Ben presto fu aggiunto un convento, il quale fu ampliato e completamente rinnovato nel corso del XV secolo. Appartenne ai Canonici di Sant'Andrea a Mosciano, ai Domenicani di Fiesole (1435 su bolla di papa Eugenio IV)), e ai Silvestrini trasferiti da San Marco (dove andarono i Domenicani, su interessamento diretto di Cosimo il Vecchio).

### Le Vallombrosane
Con la decadenza dell'ordine dei Salvestrini, il monastero entrò nell'orbita dei Vallombrosani, alle dipendenze dell'abbazia di San Salvi, e nel 1520 per volere di Lucrezia de' Medici, figlia di Lorenzo il Magnifico, venne edificato un nuovo convento dedicato allo Spirito Santo e concesso alle monache vallombrosane già in Santa Verdiana. 
Nel XVI secolo il monastero venne ingrandito e abbellito, grazie anche al cospicuo lascito di Simone Zati. Nel 1527 Onofrio Zeffirini costruì un organo a canne che nel 1771 venne ceduto alla chiesa di Santa Felicita, ove si trova tuttora; lo strumento, in virtù della sua originaria destinazione d'uso, è caratterizzato dalla posizione della consolle che non si apre nella parete anteriore, ma in quella posteriore, affinché la monaca organista non fosse visibile dalla navata. Nel 1705-1708 la chiesa venne rinnovata dall'architetto Giovan Battista Foggini.

### Soppressione, decadenza e restauri
Il convento, come molti altri istituti religiosi della città, fu soppresso con la riforma napoleonica del 1808 e tra il 1926 e il 1933 fu trasformato (in parte unificando alcuni ambienti del vicino monastero di San Girolamo alla Costa) per ospitare la sede della "Caserma Vittorio Veneto", che in particolare formava allievi ufficiali medici e chimici farmacisti per la Scuola di Sanità Militare. La struttura rimase aperta e operativa fino al 1998; successivamente, l'intero complesso cadde in abbandono. Nel 1954 il Comitato per l'Estetica Cittadina riscoprì, sotto un intonaco, il paramento a filaretto ben conservato della chiesa. 
La chiesa è stata fino al 2017 sede della Chiesa ortodossa romena, che celebrava le funzioni in un locale annesso. A causa di danni strutturali al tetto la chiesa vera e propria è stata chiusa circa 35 anni, prima di trovare un finanziatore che ne ha permesso la riapertura nel settembre 2017. Ancora incerta è la sorte dell'ex complesso monastico, nonostante un privato abbia acquistato l'intera struttura e ci sia il piano approvato dal Comune di risanare l'intera struttura e ridarne una parte alla cittadinanza, con spazî all'aperto, orti, giardini, un auditorio e un teatro all'aperto, con la restante parte della struttura destinata a un uso alberghiero di lusso.
L'interno, ristrutturato tra 1705 e 1708 su disegno dell'architetto Giovan Battista Foggini, è costituito da un'unica navata introdotta da un ampio endonartece sormontato dal coro delle monache. L'ambiente fu decorato da stucchi di Giovanni Battista Ciceri, da dipinti di Alessandro Gherardini (San Giorgio in gloria nella volta) e di Antonio Domenico Gabbiani (Discesa dello Spirito Santo nell'ovale dell'altar maggiore), e grate di Jacopo Pini, il tutto su disegno del Foggini. Tra le altre tele vi è anche San Benedetto che resuscita un fanciullo di Tommaso Redi (1705 circa).
L'altare a destra nella navata contiene una pala, purtroppo danneggiata da passate bruciature, con il Miracolo di San Giovanni Gualberto, opera di Nicodemo Ferrucci, eseguita nel 1610 per suor Veronica Ginori ed ambientata nell'interno di San Miniato al Monte.
Tra le opere precedenti alla ristrutturazione settecentesca, sopra la porta a sinistra nella parete di fondo è anche una tavola con la Effusio Sanguinis attribuibile a Carlo Portelli.

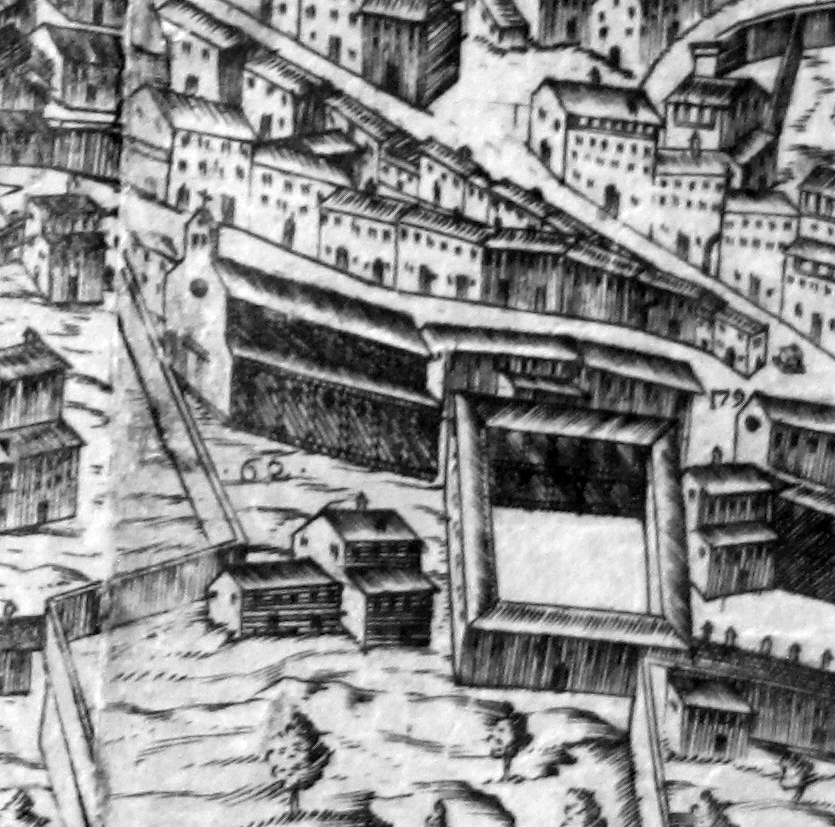
Chiesa e monastero nella Pianta del Buonsignori
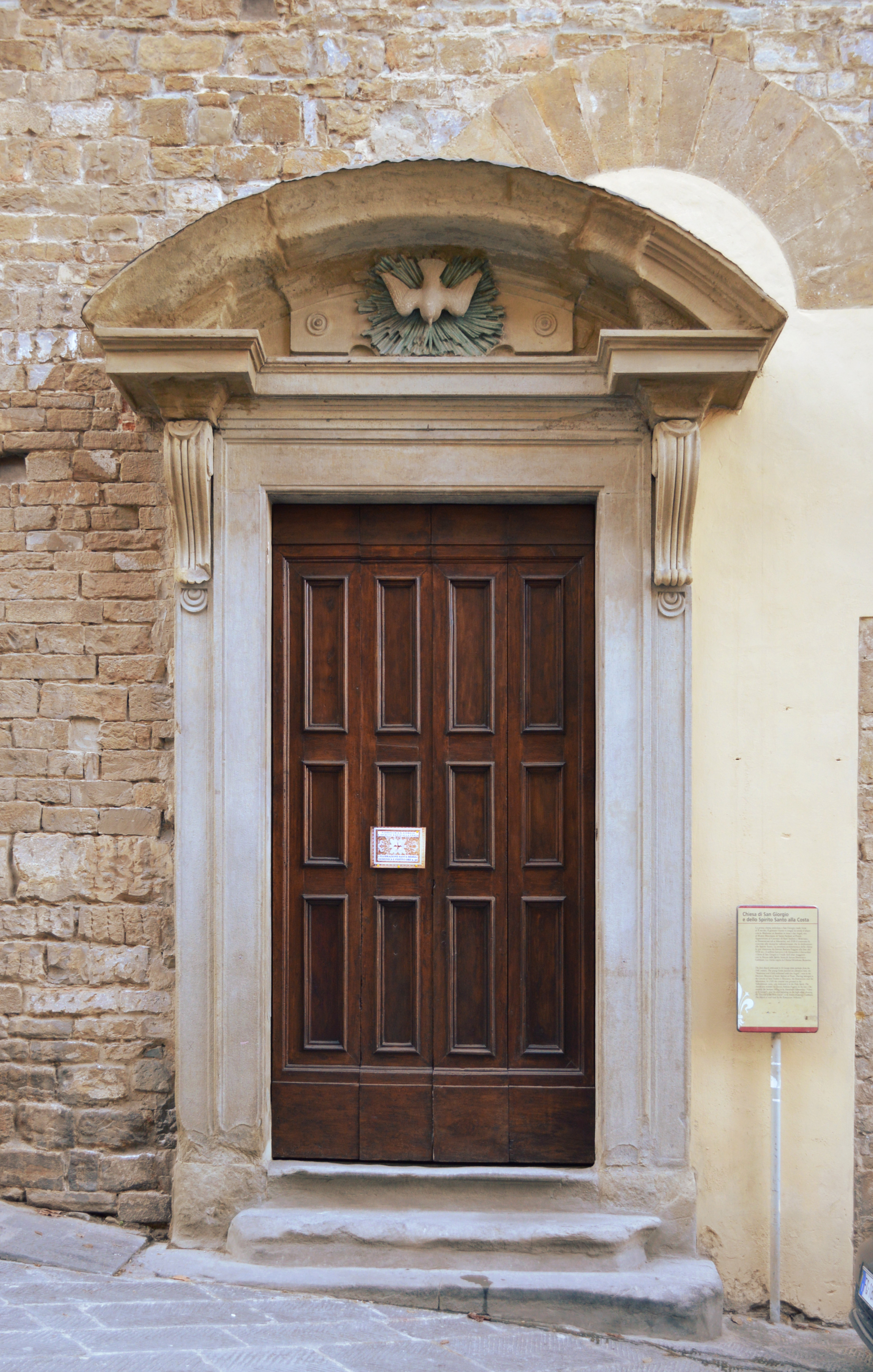
Portale laterale
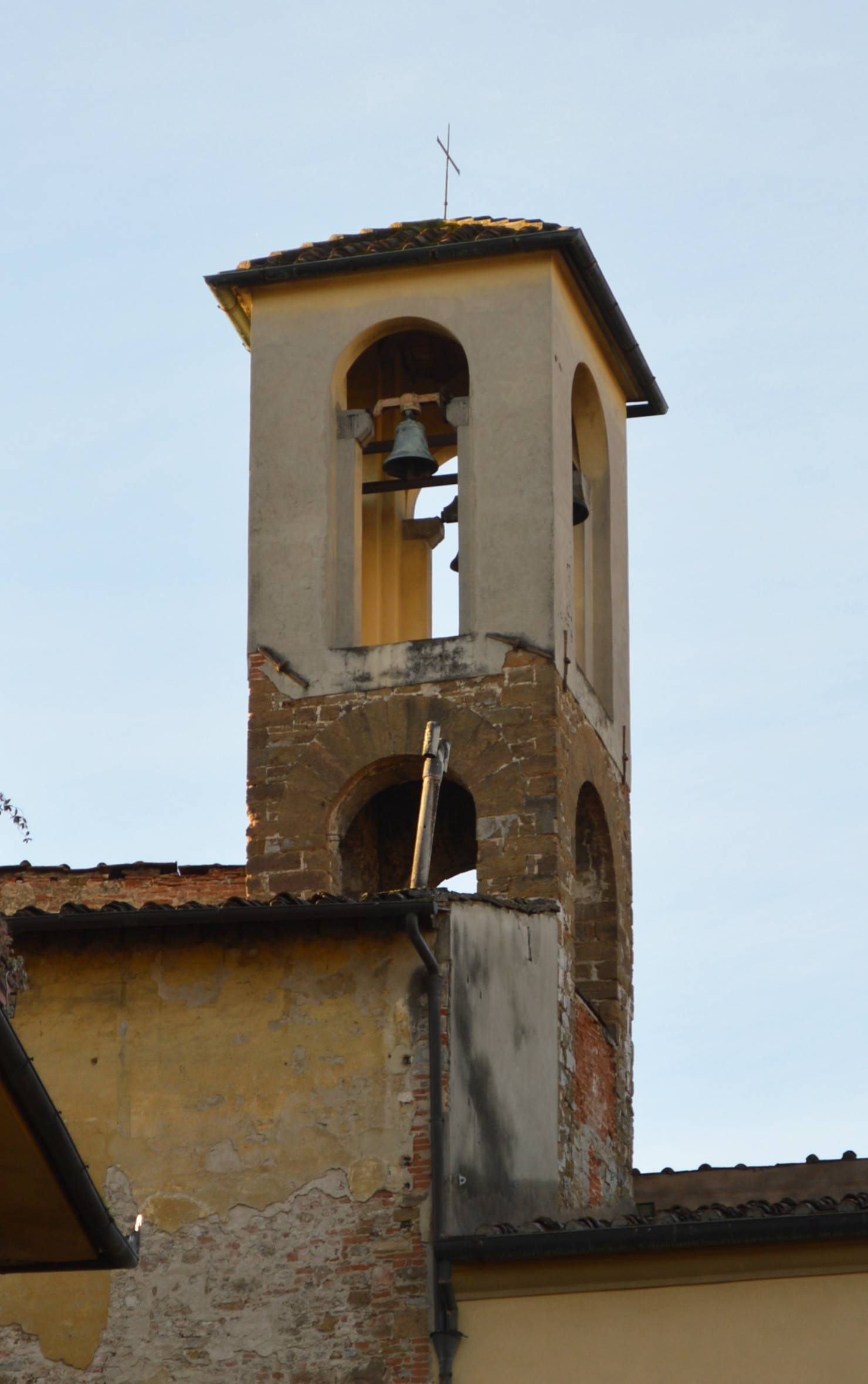
Campanile
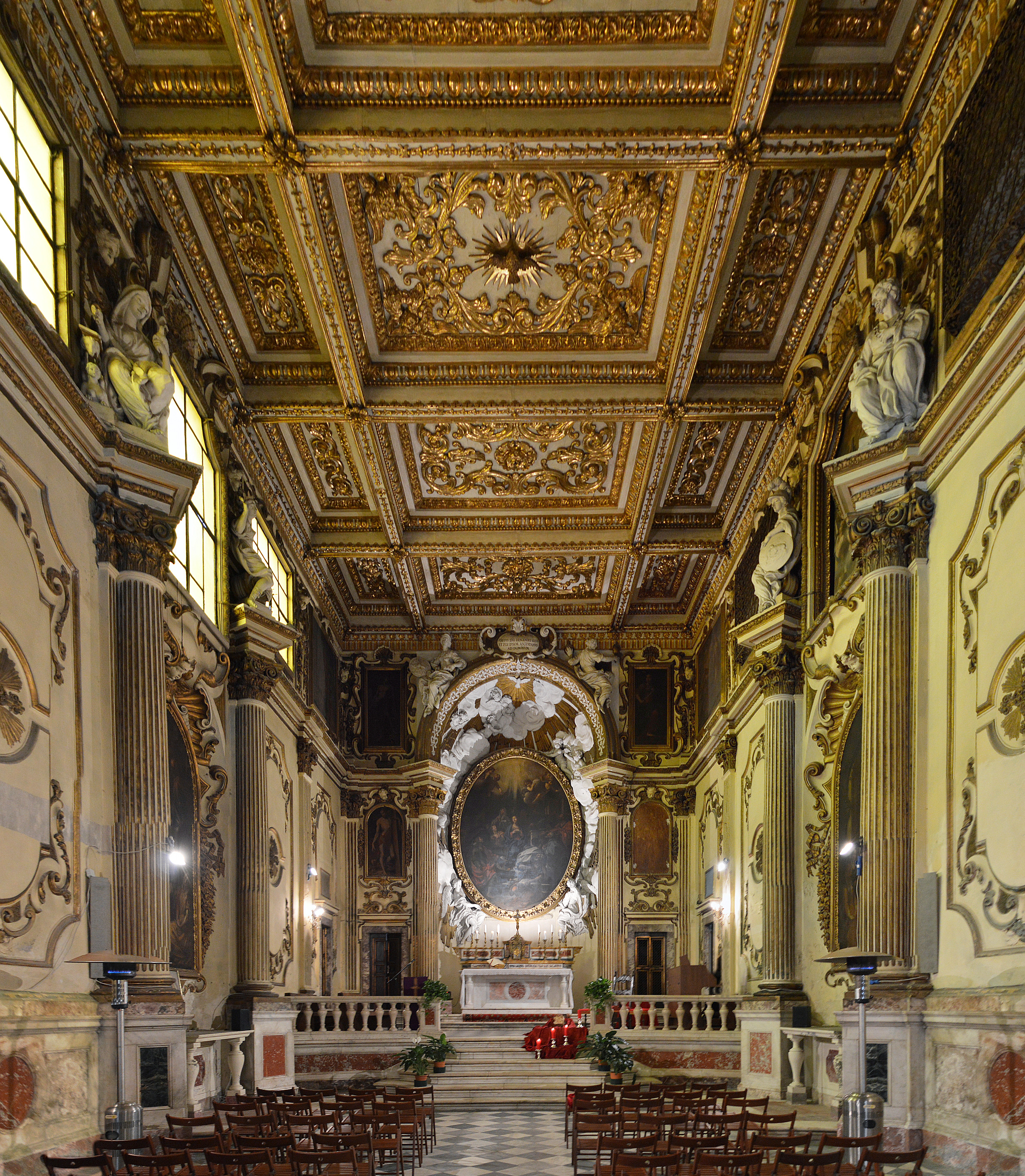
Interno della navata
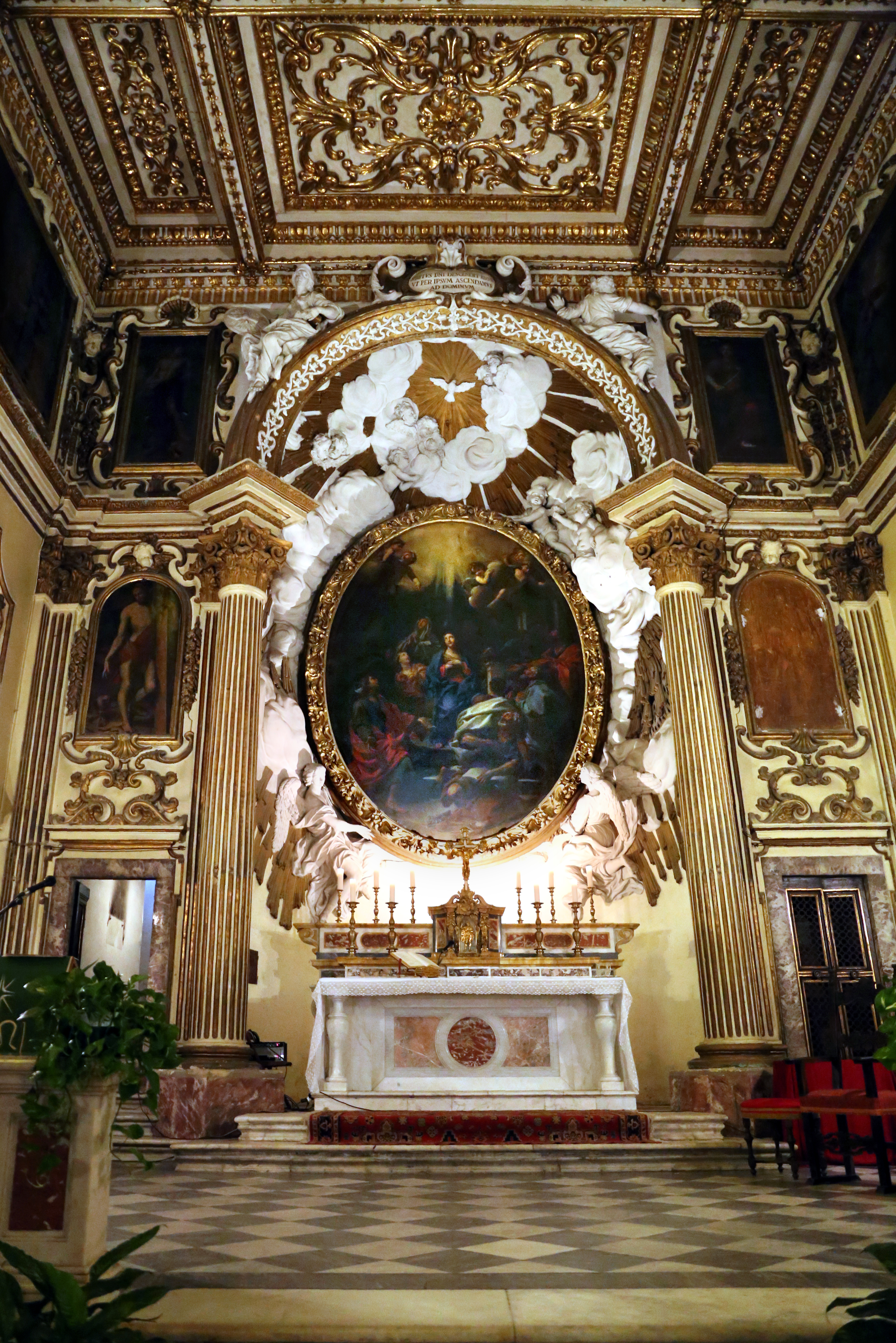
Altare maggiore
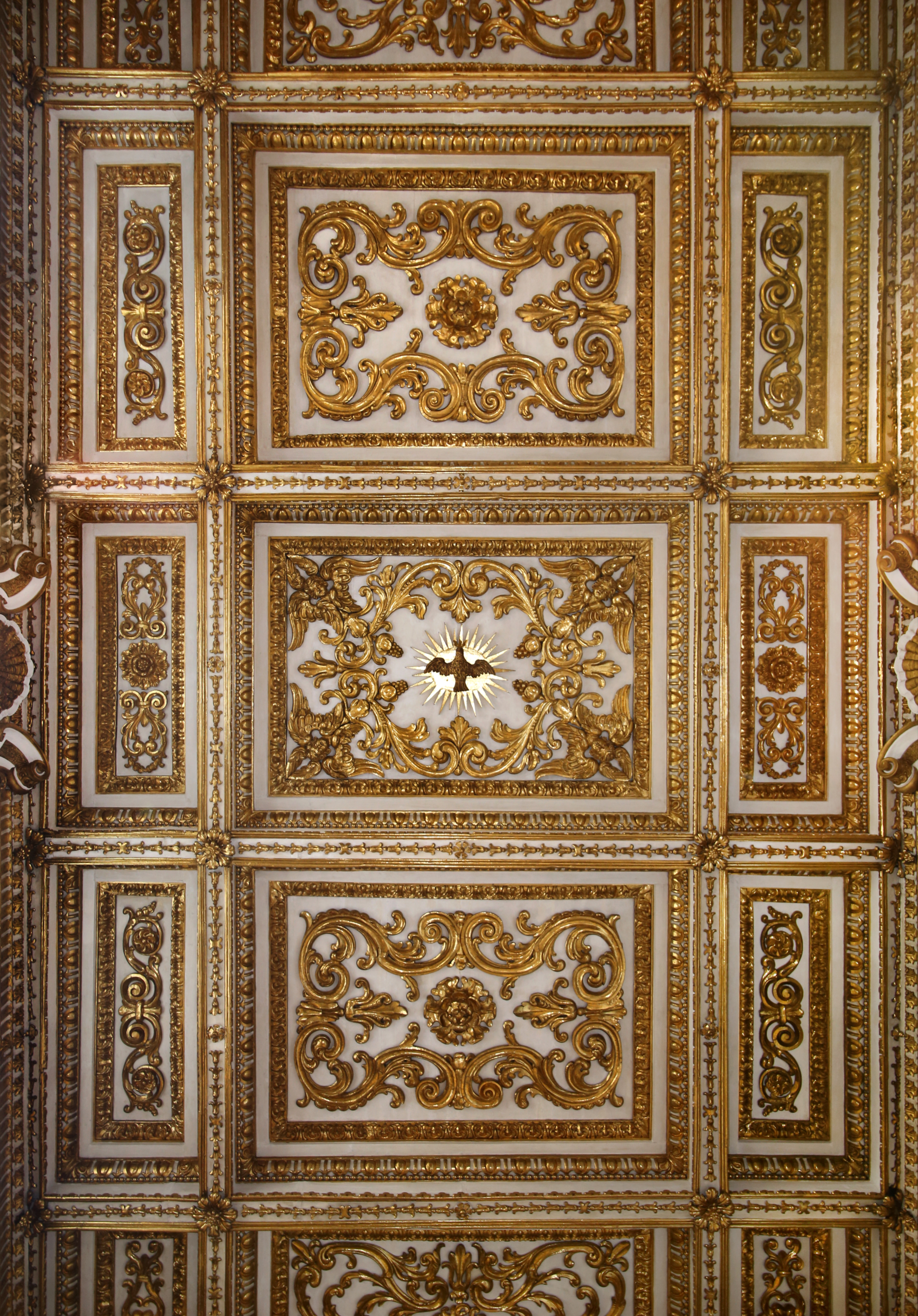
Soffitto su disegno del Foggini
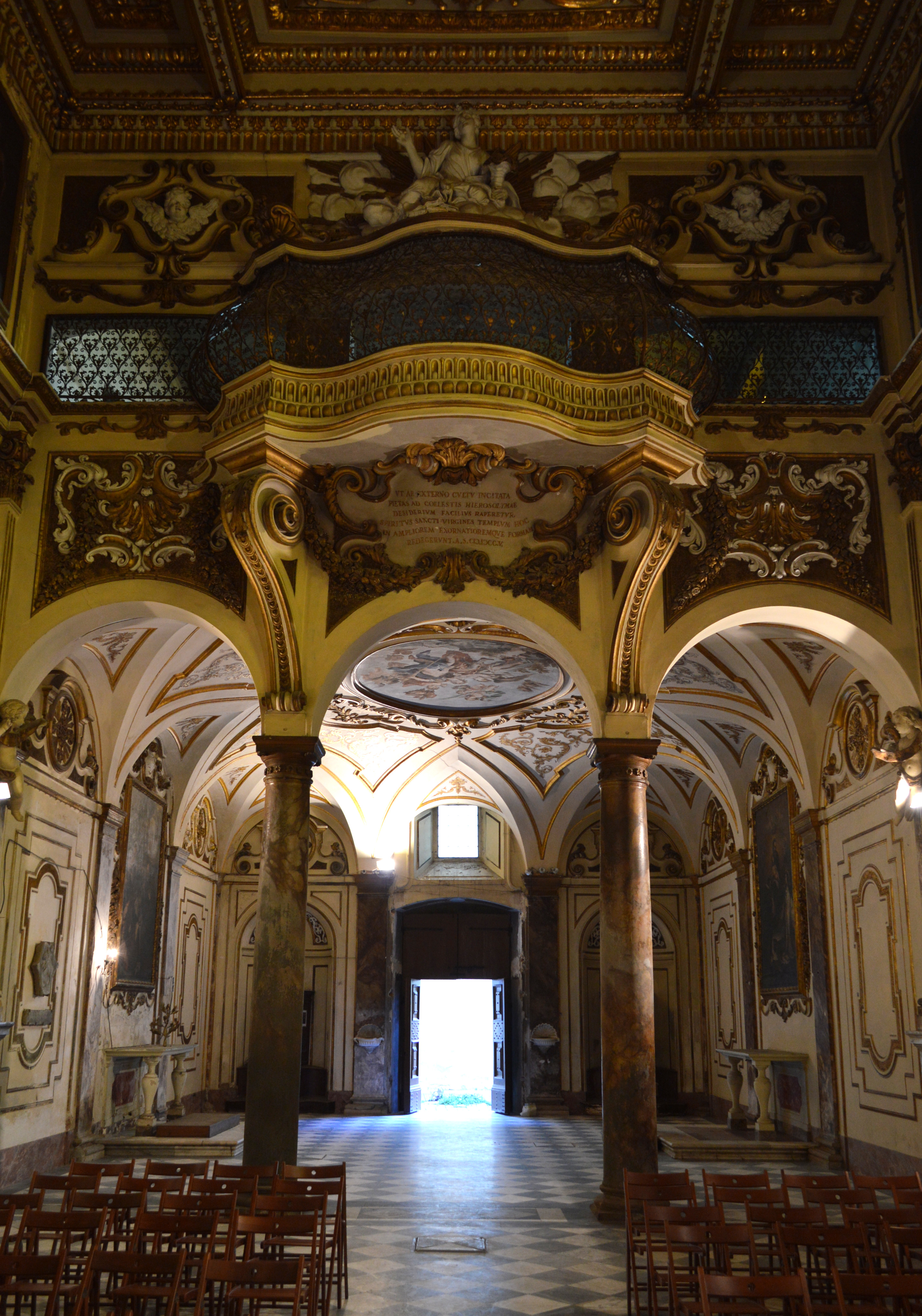
Grata del coro delle monache
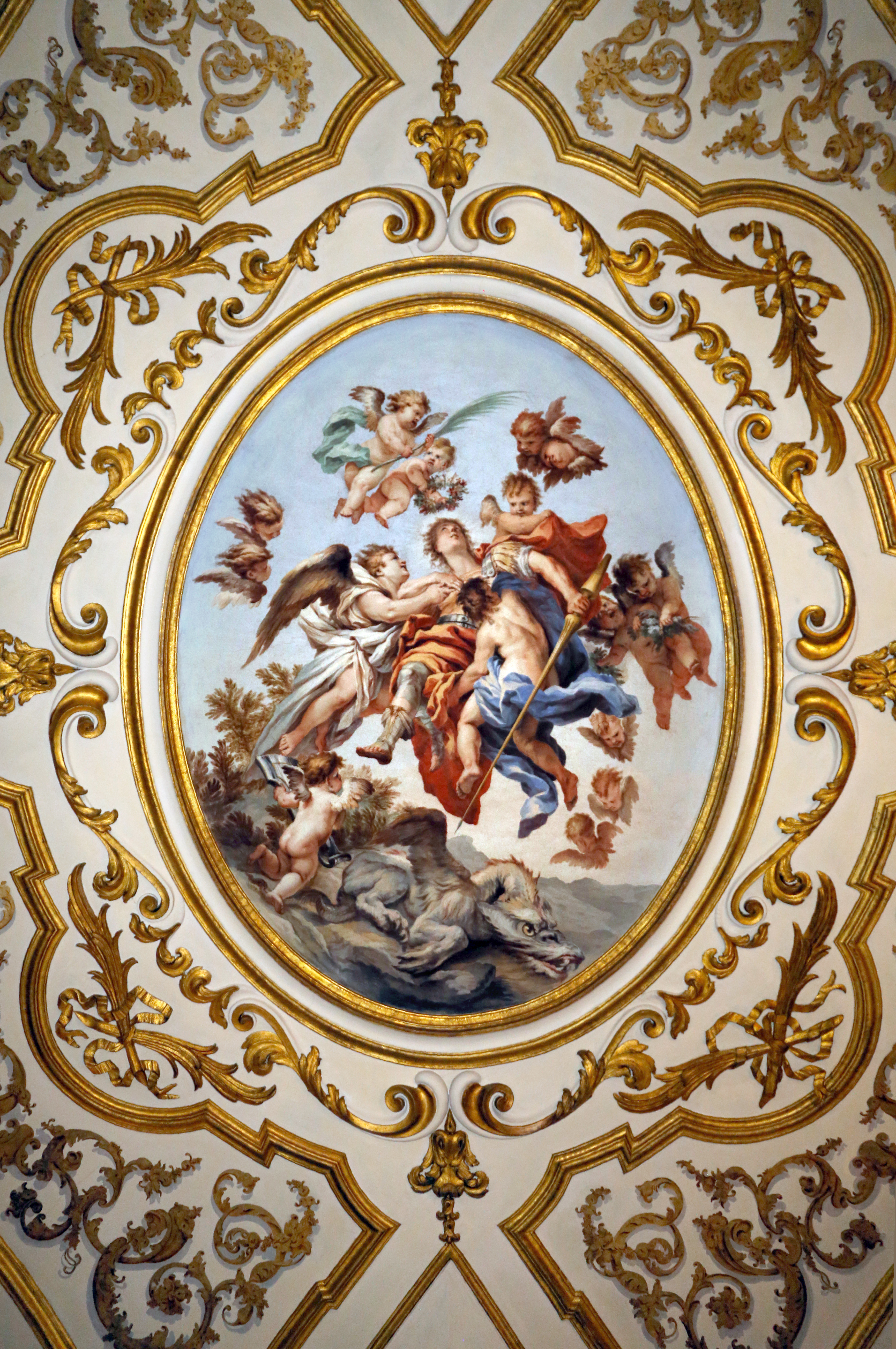
Alessandro Gherardini, San Giorgio in gloria
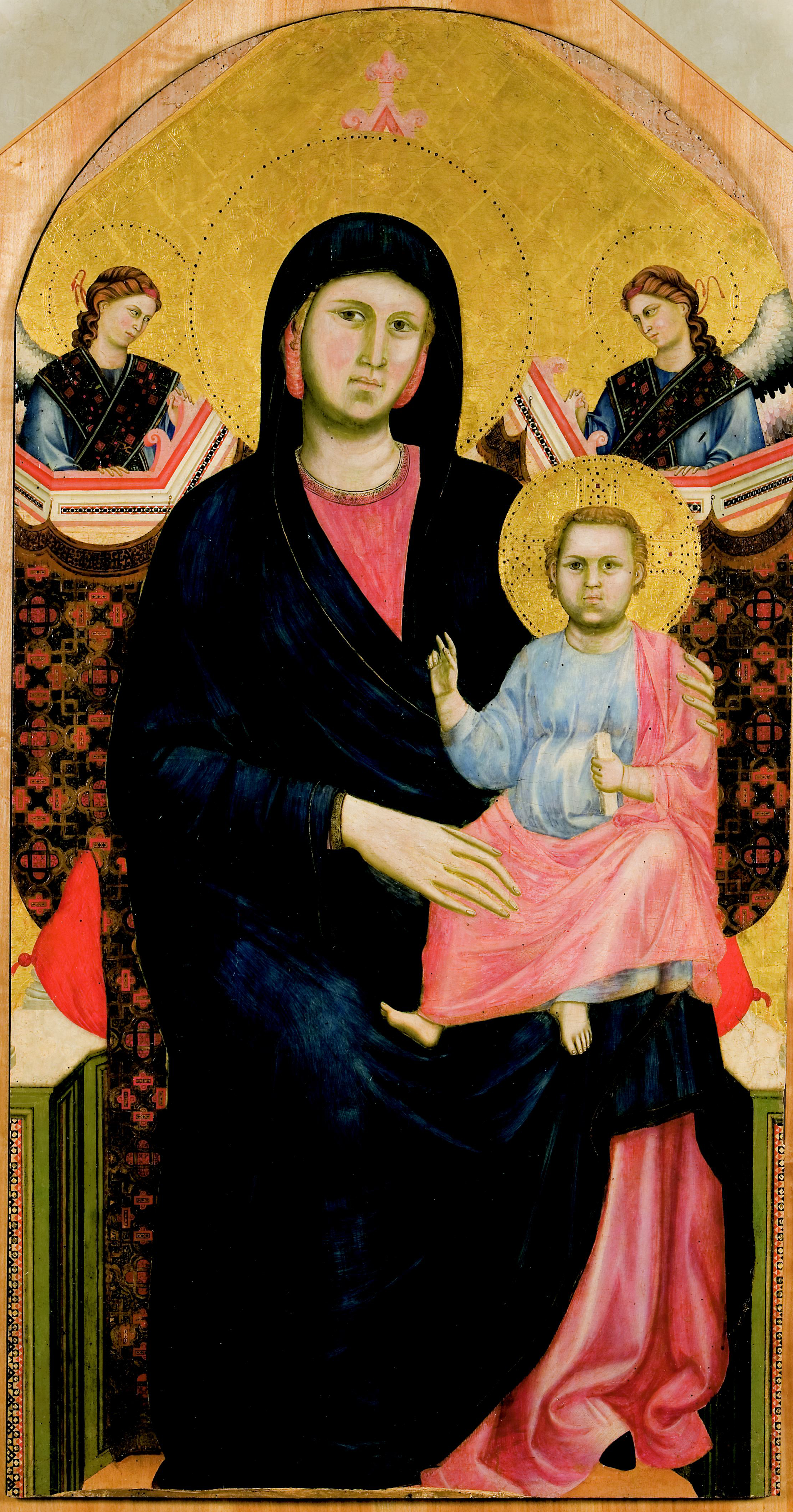
Giotto, Madonna col Bambino
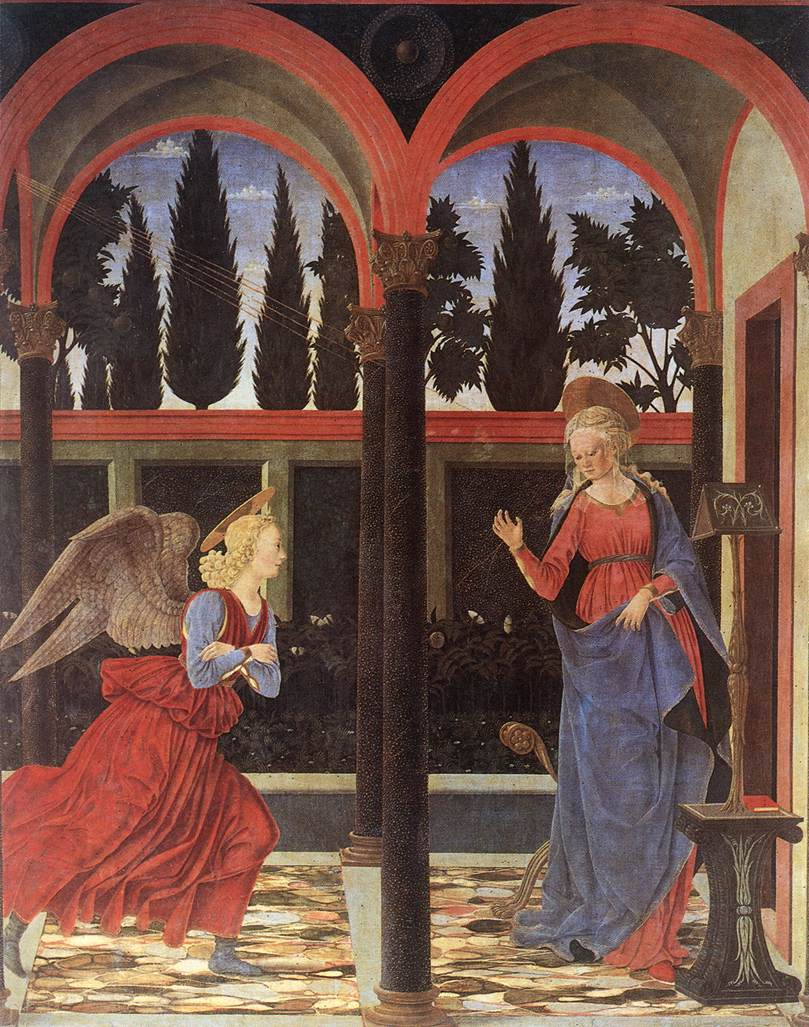
Alesso Baldovinetti, Annunciazione

## Confraternite
Nella chiesa e nei suoi annessi si riunirono nel tempo alcune confraternite. Tra le più importanti ci fu:
- Compagnia di San Giorgio dei Cornacchioni

## Opere già in San Giorgio alla Costa
- Giotto, Madonna col Bambino di San Giorgio alla Costa, oggi nel Museo diocesano di Santo Stefano al Ponte a Firenze
- Alesso Baldovinetti, Annunciazione, oggi agli Uffizi